# كورنيليوس ميرفي
كورنيليوس ميرفي (بالإنجليزية: Cornelius Murphy)‏ هو لاعب كرة قدم أمريكية أمريكي، ولد في 27 مارس 1909 في غرينفيلد في الولايات المتحدة، وتوفي في 2 ديسمبر 1931 في ذا برونكس في الولايات المتحدة.